# Czechowskaja
Czechowskaja (ros. Чеховская) – stacja moskiewskiego metra linii Sierpuchowsko-Timiriaziewskiej (kod 139). Stanowi część jednego z najważniejszych węzłów w moskiewskim metrze. Istnieje tutaj możliwość przejścia na stację Twierskaja linii Zamoskworieckiej i stację Puszkinskaja Linii Tagańsko-Krasnopriesnieńskiej. Wyjścia prowadzą na ulice plac Puszkina, Bulwar Strastnoj i ulicę Twerskaja.

## Konstrukcja i wystrój
Jednopoziomowa stacja typu pylonowego z trzema komorami i jednym peronem. Kolumny pokryto białym marmurem. Ściany nad torami ozdobiono mozaikami ukazującymi sceny z powieści Czechowa. Oświetlenie na środku stacji ukryto w zdobionych elementach w kształcie kwiatów i draperii. Na środku stacji znajdują się schody prowadzące na pozostałe stacje kompleksu.